# Dekanat koluszkowski
Dekanat koluszkowski – dekanat wchodzący w skład archidiecezji łódzkiej. Siedzibą dekanatu są Koluszki (parafia Niepokalanego Poczęcia NMP)
W skład dekanatu wchodzi 9 parafii:
- Parafia Matki Boskiej Różańcowej w Nowych Chrustach
- Parafia Świętej Trójcy w Gałkowie
- Parafia Miłosierdzia Bożego w Justynowie
- Parafia Najświętszego Serca Pana Jezusa w Kaletniku
- Parafia Świętej Katarzyny Aleksandryjskiej w Koluszkach
- Parafia Niepokalanego Poczęcia Najświętszej Maryi Panny w Koluszkach
- Parafia Matki Boskiej Różańcowej w Łaznowie
- Parafia Świętej Rodziny w Rokicinach-Kolonii
- Parafia Świętego Jana Chrzciciela w Świnach